# Benjamin Svedborg
Benjamin Helm Svedborg (født 8. april 1986) er en dansk fodbolddommer, der siden 2014/15-sæsonen har dømt i den danske Superliga. Inden han rykkede op som Superliga-dommer dømte han i de lavere divisioner. I 2009 blev han indrangeret i 2. division og i 2010 indrangeret i 1. division. Han rykkede i Superligaen samtidig med kollegaen Jørgen Daugbjerg..
I 2016 blev han igen dommer i 1. division.